# بحرود
بحرود (بالفارسية: بحرود) هي مستوطنة تقع في قسم تخت جلغة الريفي (مقاطعة فيروزة) في إيران. يقدر عدد سكانها بـ 181 نسمة بحسب إحصاء 2016.